# Tomáš Tyrlík
Tomáš Tyrlík (* 1. prosince 1969, Třinec) je český luterský pastor a biskup Slezské církve evangelické a. v.
Teologii vystudoval v Bratislavě, Erlangenu a ve Varšavě. Dne 31. července 1994 přijal ordinaci. Působil ve sborech Slezské církve evangelické a. v. ve Frýdku (1994–2003) a v Třanovicích (2003–2017). V letech 1998–2017 byl seniorem Frýdeckého seniorátu SCEAV. Roku 2006 se stal členem Církevní rady SCEAV. V říjnu 2011 byl zvolen náměstkem biskupa SCEAV. V červnu 2016 byl zvolen do úřadu biskupa SCEAV, úřadu se ujal v květnu 2017.
Angažuje se v činnosti České biblické společnosti či Sdružení Martina Luthera. V minulosti přednášel na Ostravské univerzitě. V listopadu 2021 byl zvolen předsedou Ekumenické rady církví.
Je ženatý; s manželkou Lilií má tři děti.